# Torques de Leekfrith
Les torques de Leekfrith (de l'anglès Leekfrith torcs) són quatre torques d'or de l'edat del ferro trobades per buscadors de metall com a hobby el desembre de 2016 en un camp a Leekfrith, al nord de Staffordshire, Anglaterra. La troballa consisteix en tres torques de coll i una polsera més petita trobades gairebé juntes. L'examen arqueològic posterior de la zona no va poder descobrir més objectes.
Les torques estan en exhibició al Potteries Museum & Art Gallery a Hanley de l'1 al 22 de març de 2017.

## Troballa
Les tres primeres torques es van trobar per separat, però en la proximitat, aproximadament entre 15 a 20 cm sota de la superfície del camp, que estava sent explorat utilitzant detectors de metalls, amb el permís del propietari del terreny. Els buscadors de metall van informar de la troballa a un membre del programa Portable Antiquities Scheme que es trobava al Birmingham Museum and Art Gallery l'endemà. L'última torca va ser trobada pels mateixos homes, en el mateix camp, unes setmanes més tard.
Els arqueòlegs van examinar la zona posteriorment, però no es van trobar més objectes.

## Torques
Es creu que les torques van ser fetes en el continent europeu, en algun lloc en l'àrea de la moderna Alemanya o França, en el quart o tercer segle a. C. (400–250 a.C.). Es troben entre els més antics exemples d'orfebreria de l'Edat del Ferro britànica, i de l'ornament celta (o estil de La Tène), que s'ha trobat mai a la Gran Bretanya. Julia Farley, Curadora de Col·leccions de l'Edat del Ferro Europees, Prehistòria i Europa al Museu Britànic, va comentar:
| « | Aquesta troballa única és d'importància internacional .... Data al voltant del 400–250 a.C. i és probablement el treball més antic d'or en l'Edat de Ferro que s'hagi descobert mai a la Gran Bretanya. Les torques probablement eren usades per les dones riques i poderoses, potser la gent del continent que s'havia casat amb la comunitat local. En posar en comú com van arribar a ser aquests objectes enterrats en un camp de Staffordshire ens donarà una informació inestimable sobre la vida de l'Edat de Ferro a la Gran Bretanya. | » |

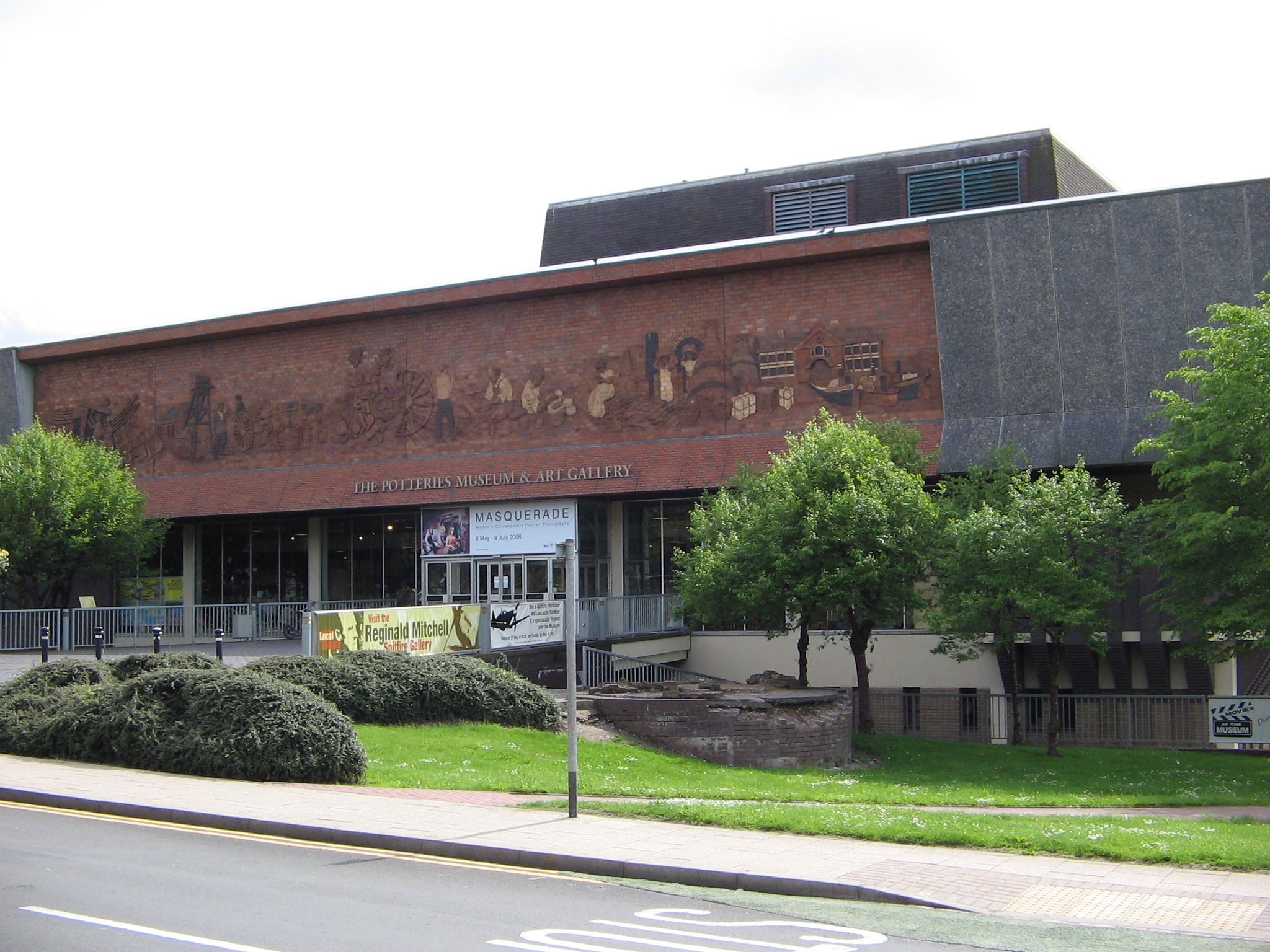
El Potteries Museum & Art Gallery

El pes de les peces varia de 31 a 230 grams. El contingut d'or s'ha mesurat per ser d'almenys del 80% – lleugerament superior a 18 quirats.

## Enquesta
En una enquesta del 28 de febrer de 2017 les torques van ser declarades subjectes de la Treasure Act 1996. El coroner, Ian Smith, va dir:
| « | Això s'ha de classificar com un dels tresors més emocionants que mai he tractat - no del tot en la mateixa lliga que el Staffordshire Hoard, però no obstant això també emocionant. | » |

Com a resultat de la troballa, els objectes seran posats a la venda a un museu a un preu fixat per un comitè independent d'experts en antiguitats conegut com el Treasure Valuation Committee, i els descobridors i els propietaris de les terres compartiran els diners pagats pel museu.